# 曹格
曹格（英語: Gary ChawまたはGary Cao、ゲイリー・ツァオ、1979年7月9日 - ）は、マレーシア出身のシンガーソングライターである。客家系。

## 来歴
- 2001年にワーナーミュージックよりアルバム《曹格》をリリースして歌手デビュー。
- 2003年、台湾に活動拠点を移し、他の歌手に曲を提供するようになり次第に有名となった。いくつかのレコード会社からは容姿を理由に契約を断られたが、ロックレコードと契約[1]。
- 2006年、ロックレコードから発売されたアルバム《格格Blue》がヒット。この年の香港TVB8金曲榜にて、最佳男新人賞を獲得した[2]
- 2008年、アルバム《Super Sunshine》をリリース。第19回金曲奨にて最優秀男性歌手賞を獲得した。

## ディスコグラフィ

### アルバム
- 2001年6月 《曹格》
- 2006年1月26日 《格格Blue》
- 2006年12月29日 《Superman》
- 2008年1月4日 《Super Sunshine》
- 2009年6月19日　《超級4th場》
- 2010年11月13日 《曹之在我》
- 2012年6月6日 《Gary Chaw Project Sensation 1 Jazz》
- 2012年11月29日 《荷里活的動物園》